# Аббатство Петерсхаузен
Аббатство Петерсхаузен — бывшее имперское аббатство бенедиктинского ордена в немецком городе Констанц на юге федеральной земли Баден-Вюртемберг. Основанное в 983 году, оно было секуляризировано в 1802 году баденскими властями. В зданиях монастыря сегодня располагается Археологический музей земли Баден-Вюртемберг. По имени аббатства называется один из районов города Констанц.

## История

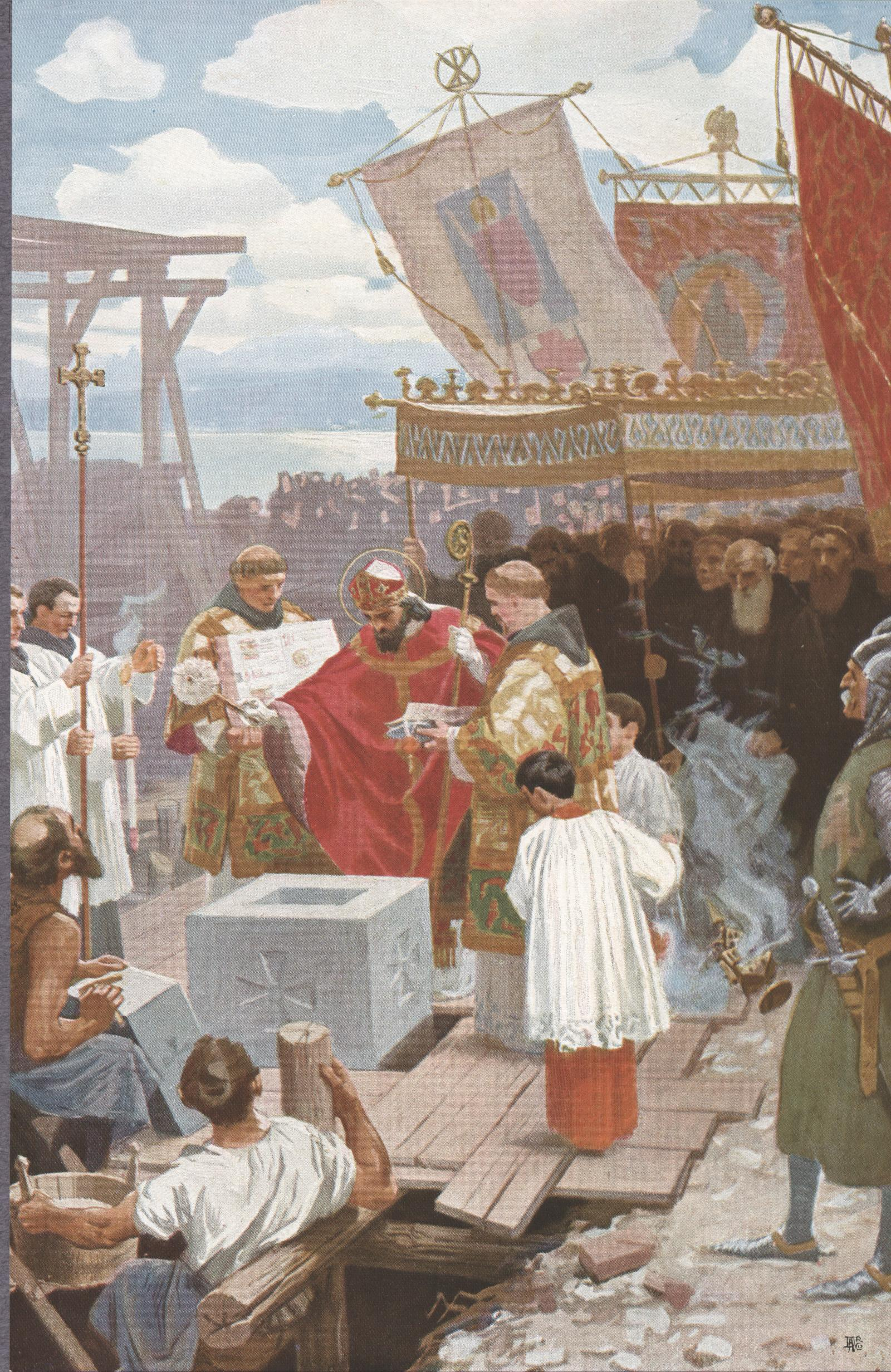
Гебхард Фугель. «Освящение закладного камня монастыря Петерсхаузен епископом Гебхардом Констанцским» (1908)

Монастырь был основан констанцским епископом Гебхардом II в начале 980-х годов. В 983 году были возведены монастырская церковь и первые жилые здания для монахов, прибывших из монастыря Айнзидельн. При этом церковь была уподоблена римскому собору святого Петра, откуда и происходит название монастыря: латинское Petri domus, «дом св. Петра», которое было в XI веке германизировано в Petrihusa (впервые в 1099 г.), и затем — в современную форму Petershausen. Аналогично собору св. Петра было выбрано и место на правом берегу Рейна; план застройки Констанца тем самым очевидно брал своим образцом Рим с его патриархальными базиликами.
Уже Гебхард II смог получить для монастыря экстерриториальный статус (exemptio, Privilegium [electionis] fori), то есть фактически конвент мог свободно выбирать себе аббата и фогта, хотя на деле констанцские епископы всегда сохраняли большое влияние в Петерсхаузене.
28 октября 992 года была освящена новая церковь во имя Григория Великого, голова которого — в качестве главной реликвии — была с большим почтением доставлена из Рима. В новой церкви был вскорости похоронен умерший в 995 году епископ Гебхард, провозглашённый в 1124 году святым.
В XI веке монастырь пережил упадок нравов, и при епископе Гебхарде III в Констанц были приглашены монахи из реформированного монастыря Хирзау в Шварцвальде — акция настолько успешная, что в последующие годы Петерсхаузен попытался распространить своё влияние в регионе Боденского озера: основание нового монастыря в Андельсбухе в 1086 году провалилось, но удалось в 1090-х годах в Мерерау с современном Брегенце.
В 1159 году аббатство было уничтожено пожаром, но быстро восстановлено в период с 1162 по 1180 годы.
В это же время Петерсхаузен попал под защиту Штауфенов, и при Фридрихе II получил статус имперского монастыря, формально освободившись из-под юрисдикции констанцского епископа.
Во время Констанцского собора 1414—1418 годов аббатство принимало в своих стенах императора Сигизмунда и (анти-)папу Иоанна XXIII, предоставившего аббату монастыря Иоганну Фраю (Johannes Frei, 1392—1425) право носить понтификалии. Кроме того, 28 февраля 1417 года в Петерсхаузене заседал капитул Майнско-Бамбергской провинции ордена бенедиктинцев.
В XV и XVI столетиях город Констанц и констанцские епископы многократно пытались установить контроль над аббатством. Так, епископ Хуго фон Хоэнланденберг (1457—1532), желая ассимиляции монастырских владений в княжество-епископство Констанц, был остановлен лишь императором Максимилианом. В конце концов, при аббате Иоганне Мерке (Johannes Merk, 1518—1524) монастырь обрёл внутреннее единство и смог улучшить своё финансовое положение.
Однако в эти же годы в Констанце была введена Реформация, и городской совет потребовал от монахов принесения присяги, и вытекающего из нёё принятия гражданских прав и обязанностей, в первую очередь, — уплаты налогов. Под давлением, в 1528 году аббат покинул Констанц, и вместе с архивом и частью населявших аббатство монахов перебрался в Юберлинген. Как следствие, решением городского совета монастырь был ликвидирован в 1530 году, монастырская церковь разорена, а реликвии выброшены в Рейн.
Со сдачей Констанца испанским войскам в 1548 году располагавшийся у ворот города Петерсхаузен был разграблен повторно. Только в 1556 году монахи и аббат смогли вернуться обратно.
в 1575 году Петерсхаузен был принят в Швабскую коллегию имперских прелатов, представлявшую интересы монастырей в Рейхстаге.
В 1583 году аббатство Петерсхаузен объединилось с находившимися на грани исчезновения аббатством св. Георгия в Штайне-на-Рейне и пробством Клингенцель (на территории современной общины Маммерн).
В 1603 году совместно с аббатствами Вайнгартен, Оксенхаузен, Цвифальтен, Виблинген, Мерерау и Исни Петерсхаузен образовал Верхнешвабскую бенедиктинскую конгрегацию (Congregatio Suevica benedictina S. Josephi), просуществовавшую вплоть до секуляризации 1802/1803 годов.
В Тридцатилетней войне монастырь пострадал не только в ходе боевых действий, но и финансово, так как город Констанц требовал уплаты специального налога на возведение укреплений. Документы также свидетельствуют о частой смене аббатов, что, видимо, говорит о проблемах в управлении обителью.
После окончания войны, Петерсхаузен пережил новый расцвет благодаря политике Контрреформации, активно проводившейся в Передней Австрии, и заключил специальные договоры с Констанцем, Юберлингеном и Немецким орденом.

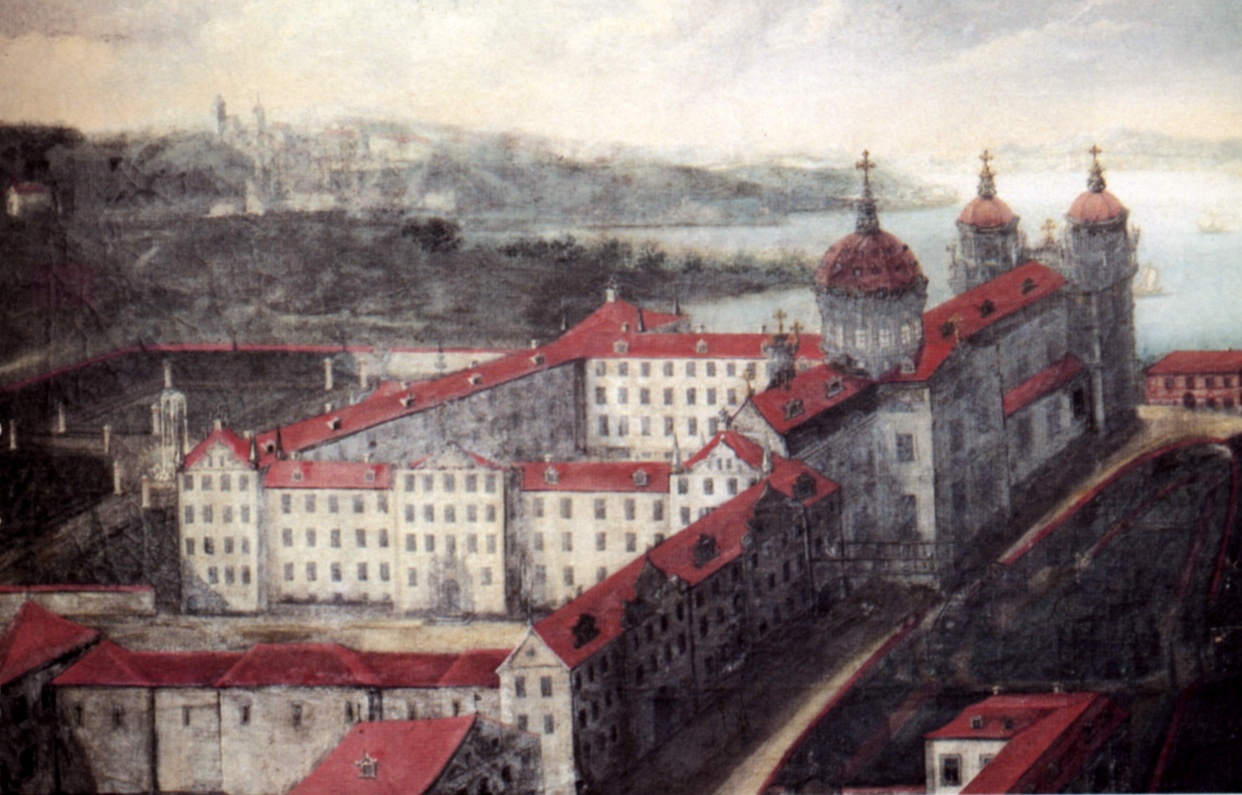
Маттиас Отт. Аббатство Петерсхаузен в конце XVIII в.

В 1769 году главное здание аббатства и церковь были перестроены в барочном стиле по проекту Иоганна Георга Юбельакера (Johann Georg Übelacker).
В 1802 году в ходе медиатизации монастырь был упразднён, войдя в состав маркграфства Баден. При этом здание конвента изначально использовалось в качестве резиденции для сыновей Карла Фридриха Баденского, именовавших себя поэтому графами Петерсхаузенскими (Grafen von Petershausen).
С провозглашением Великого герцогства Баден графство Петерсхаузен также прекратило своё существование в 1807 году.
С 1813 года монастырские здания использовались как военный госпиталь, и с 1850-х годов как казарма (сначала баденская, затем — германская, и с 1945 по 1977 годы — французская).
Закрытая в 1819 году монастырская церковь была снесена в 1832 году. Библиотека аббатства была выкуплена университетом Гейдельберга, став частью его библиотеки.

## Территории
Под управлением аббатства находился не только один монастырь Петерсхаузен с прилегающими землями, но также община Хильцинген и владение Хердванген.

## Современное использование
С 1984 году в западном крыле здания конвента располагается городской архив Констанца. Центральную и восточную часть сооружения с 1992 года занимает Археологический музей земли Баден-Вюртемберг. Прочие здания бывшего монастыря используются музыкальной школой, полицией и управлением округа Констанц.